# Alamín (oficio)
Antiguamente, recibía el nombre de alamín la persona diputada en algún pueblo para reconocer y arreglar los pesos y medidas, especialmente en las cosas comestibles. 
También tenían la encomienda de arreglar la calidad y precio de ellas. Alamín es dicción arábiga que significa hombre o persona de confianza. Cuidaban de dar precio justo de las cosas y estaba su nombramiento a cargo de los Alcaldes mayores.
Posteriormente, se llamó fiel, aunque este oficio tenía más limitadas sus facultades. 